# ایرت امتا
ایرت امتا (انگلیسی: Eilert Määttä؛ ۲۲ سپتامبر ۱۹۳۵ – ۷ مه ۲۰۱۱ (aged 75)) بازیکن هاکی روی یخ اهل سوئد بود.